# 纳迪娅·巴托克莱蒂
纳迪娅·巴托克莱蒂（義大利語：Nadia Battocletti，2000年4月12日—），意大利女子田径运动员，2024年欧洲田径锦标赛女子5000米和女子10000米金牌得主、2024年夏季奥林匹克运动会女子10000米银牌得主。